# Burgos (La Union)
Pour les articles homonymes, voir Burgos (homonymie).
Burgos est une localité de la province de La Union, aux Philippines. En 2015, elle compte 8 067 habitants.